# Ndougou
Ndougou ist ein Departement in der Provinz Ogooué-Maritime in Gabun und liegt an der Atlantikküste. Das Departement hatte 2013 etwa 11.000 Einwohner.

## Gliederung
- Kanton Lagune-Ndougou
- Kanton Basse-Nyanga
- Kanton Rembo-Bongo